# 菲利贝尔·齐拉纳纳
菲利贝尔·齐拉纳纳（法語：Philibert Tsiranana；1912年10月18日—1978年4月16日），马达加斯加政治家，第一任总统，被认为是马达加斯加独立之父。

## 生平
齐拉纳纳于1912年10月18日出生于马达加斯加东北部安巴里科拉诺城齐米赫蒂部族的一个信仰天主教的牧牛人家庭。他在校的成绩优秀，得以进入塔那那利佛的一所师范学校学习。毕业之后，他回到家乡任教。1942年后他又前往塔那那利佛，并在那里成为了一所地区学校的教师。1946年，他获得奖学金前往法国蒙彼利埃师范学院做助教。
回到马达加斯加，他转而从政，1956年被选入马达加斯加议会，并协助创建马达加斯加和科摩罗社会民主党（后改称马达加斯加社会民主党）。1957年，他成为了马达加斯加执行委员会副主席，并于1958年成为马达加斯加总理。1959年马达加斯加独立之后，他成为了首任总统。执政以后，他建立了一党专制的极权政体，成为独裁者，社会民主党成为马达加斯加唯一的政党。在他治下的马达加斯加实行了他称之为“马尔加什社会主义”的制度，在此期间，其领导下的马达加斯加奉行反共主义，鲜少与共产国家往来，其本人亦於1965年訪問中華民國。
1972年初，马尔加什出现了一些经济问题，还爆发了反法学生运动，尽管齐拉纳纳政府镇压了学生示威，他还是不得不在当年5月解散政府，并任命加布里埃尔·拉马南楚阿为总理。1972年10月，齐拉纳纳辞去总统职务，将权力移交给拉马南楚阿，此后便永久退出政坛。

## 马尔加什社会主义
齐拉纳纳执政时期，推行“马尔加什社会主义”。它自称为一种“反省的社会主义，受伟大的社会主义思想启发，但首先是切实可行且人道的社会主义，注重实践而不拘泥于那些常被现实抛在后的宏大理论。”这一社会主义有三大特征：首先是祖先的社会主义传统，其根源在于以互助为基础的马尔加什村社制度（称为“福科诺洛纳”）；其次是人道的社会主义，旨在通过平等和博爱的方式保障所有人享有充实的人道主义生活条件；第三是自由的社会主义，政府推行经济政策上的自由主义，实行“灵活的国有化”，即仅在私营企业不发达的地方进行，而不针对资本家，允许私人企业制度的发展。尽管齐拉纳纳政府宣称建设社会主义，实际上它的政策依赖西方资本主义国家，并积极推动本国资本主义发展。